# 정기룡 유물
정기룡 유물(鄭起龍 遺物)은 대한민국 경상북도 상주시에 있는, 임진왜란 때 활약한 매헌 정기룡(1562∼1622) 장군이 남긴 유물들이다. 1980년 8월 23일 대한민국의 보물 제669호로 지정되었다.

## 개요
정기룡 유물(鄭起龍 遺物)은 임진왜란 때 활약한 매헌 정기룡(1562∼1622) 장군이 남긴 유물들이다.
정기룡은 조선 중기의 무신으로, 원래 이름은 무수였으나 1586년 무과에 급제한 뒤 왕의 뜻을 따라 이름을 기룡으로 고쳤다. 선조 25년(1592) 임진왜란이 일어나자 별장의 벼슬로 거창싸움에서 왜적 500여명을 격파하고, 곤양의 성을 지키는 장이 되어서는 왜적이 호남으로 진출하는 것을 막았다. 또한 선조 30년(1597) 정유재란이 일어나자 토왜대장이 되어 고령에서 왜군을 대파하고, 적장을 사로잡는 등 큰 전과를 올렸다. 죽은 후에는 상주의 충렬사에 모셔졌고, 시호는 '충의'이다.
보물로 지정된 것은 옥대 1개, 신패 1폭, 유서 1매, 교서 2축, 교지 1매 등이다. 이외에도 장군의 행적을 기록한『매헌실기』의 판목 58점과 그의 가족에게 내린 교지 9점은 문화재자료로 지정되어 있다.

## 세부 내역
| 번호    | 사진 | 명칭                                | 비고                                                                      |
| 669-1호 |      | 정기룡 유물-옥대 (鄭起龍 遺物-玉帶) | 옥대(玉帶) : 임금이나 관리의 공복(公服)에 두르던 옥으로 장식한 띠         |
| 669-2호 |      | 정기룡 유물-신패 (鄭起龍 遺物-信牌) | 신패(信牌) : 증거로 삼기 위하여 주고받는 작은 조각                        |
| 669-3호 |      | 정기룡 유물-유서 (鄭起龍 遺物-諭書) | 유서(諭書) : 관찰사·절도사·방어사 들이 부임할 때 임금이 내리던 명령서     |
| 669-4호 |      | 정기룡 유물-교서 (鄭起龍 遺物-敎書) | 교서(敎書) : 왕이 신하, 백성, 관청 등에 내리던 문서                       |
| 669-5호 |      | 정기룡 유물-교지 (鄭起龍 遺物-敎旨) | 교지(敎旨) : 조선 시대에, 임금이 사품 이상의 벼슬아치에게 주던 사령(辭令) |

## 같이 보기
- 정기룡
- 하동 경충사 정기룡 유품 - 경상남도 유형문화재 제286호

## 참고 자료
- 정기룡 유물 - 국가유산청 국가유산포털